# Markku Salminen
Markku Salminen, född 9 september 1946 i Gamlakarleby, död 6 januari 2004 i Träskända, var en finländsk orienterare som blev nordisk mästare i stafett 1967, han har även tagit ytterligare ett NM-silver samt två VM-silver och ett VM-brons, samtliga i stafett.